# Rudi Gutendorf
Rudolf Gutendorf, dit Rudi Gutendorf, est un footballeur puis entraîneur allemand né à Coblence le 30 août 1926 et mort le 13 septembre 2019. 
Il a entraîné vingt-une sélections nationales et dans le monde entier. Il a remporté la Coupe d'Océanie des nations en 1980 avec l'Australie.

## Biographie
Rudi Gutendorf a joué pour le club de sa ville natale, TuS Neuendorf.
Se retirant du jeu actif en 1953, il suivit un cours de formation d'entraîneur chez Sepp Herberger et obtint sa licence en 1954 avant de se lancer dans une carrière remarquable en tant que manager l'année suivante. Son dernier poste d'entraîneur remonte à 2003 avec l'équipe nationale de football des Samoa. 
Rudi Gutendorf fut le premier entraîneur étranger à remporter la Ligue japonaise en 1984 avec Yomiuri SC.